# Fabricinuda pseudocollaris
Fabricinuda pseudocollaris är en ringmaskart som beskrevs av Fitzhugh 1990. Fabricinuda pseudocollaris ingår i släktet Fabricinuda och familjen Sabellidae.
Artens utbredningsområde är Mexikanska golfen. Inga underarter finns listade i Catalogue of Life.